# 72596 Zilkha
72596 Zilkha este un asteroid din centura principală de asteroizi.

## Descriere
72596 Zilkha este un asteroid din centura principală de asteroizi. A fost descoperit pe 21 martie 2001 la Needville de Joseph A. Dellinger și Keith Rivich. Asteroidul prezintă o orbită caracterizată de o semiaxă mare de 2,40 ua, o excentricitate de 0,19 și o înclinație de 14,6° în raport cu ecliptica.